# 朱一貴事件
朱一貴事件，又稱朱一貴起義、朱一貴之亂，是台灣清治時期三大民變之一。1721年，由漳州籍農民朱一貴以反清復明為號召發起，同年被清政府平定。

## 背景
1721年（康熙六十年）三月，閩人柯妹因不滿官府向民間折現徵糧一事，以杜君英（廣東省潮州府海陽縣人）既然已遭官府通緝，勸說杜君英何不豎旗起事，並承諾替杜君英聚眾招攬。杜君英遂邀集陳伯等粵籍四名、閩籍三名、臺灣府籍人士約五十餘人於3月10日舉「爭天奪國」旗號起事於山內。其後，楊來、顏子京、戴穆、劉國基、陳福壽、洪正、王義生、郭國正等共邀集1,000餘人，俱往附杜君英。四月，杜君英聞朱一貴起事於崗山後，乃派楊來、顏子京於4月21日前往朱一貴處，洽談合作事宜。彼此商議後，杜君英於4月24日出兵攻克下淡水汛。

## 起事
康熙六十年三月，閩人柯妹勸說杜君英起事之際，李勇、鄭定瑞也邀朱一貴到內門地區墾首黃殿家商議結盟對抗王珍。眾人認為朱一貴姓朱，如果擁他為王，以明朝皇帝後裔之名來號召群眾，則歸服者必眾。4月19日，李勇、吳外、鄭定瑞等五十二人，各自於今高雄市田寮區豎旗埕，豎旗起義，並於今高雄市大崗山與小崗山附近召集約1000餘壯丁，齊聚黃殿處，宣傳朱一貴為明太祖後裔，高舉「大元帥朱」旗號召「反清復明」。並於當日夜襲岡山塘（今高雄市阿蓮區崗山里）。
聞訊後，總兵歐陽凱集結將弁，命臺灣鎮標右營游擊周應龍帶四百兵丁，並新港、目加留灣、肅壟、麻豆四地番兵前往進剿朱一貴，4月23日二軍相遇於於大崗山地區。朱一貴和杜君英派遣的楊來、顏子京為周應龍所敗。朱一貴退入山中，藏躲於袁交友莊。楊來、顏子京敗後則返歸杜君英處。周應龍敗朱一貴後，杜君英攻南路參將苗景龍於下淡水（今屏東縣萬丹鄉香社村），苗景龍戰死，周應龍遂帶兵南下馳援。4月27日，杜君英渡過下淡水溪（今高屏溪），會合原先退入山中的朱一貴部後，大敗周應龍於赤山（今高雄市鳥松區），陳元陣歿，吳益、周應、李碩等負傷，周逃歸府治。
赤山之戰後，朱一貴部北上轉攻臺南，杜君英部則連夜再陷鳳山縣縣城（今高雄市左營區），隨後亦北上臺南。4月30日，杜君英部的林曹已先至臺南，在和清軍交戰後，敗退竿津林。朱一貴當日則未和清軍交戰，而是等待杜君英的主力部隊到達。5月1日，杜君英與朱一貴會攏後，合流進攻臺灣府城（今臺南市中西區）。杜君英率部率先攻入府城，朱一貴隨後繼入。水師游擊將軍游崇功進鹿耳門赴援，遇清朝官員臺廈道梁文煊、知府王珍紛紛坐船逃往澎湖。
游崇功兵入春牛埔，杜君英、朱一貴兩路夾擊，以把總楊泰為內應，刺殺歐陽凱，俘獲劉得紫，許雲、游崇功等十餘人戰死。後，水師游擊張彥賢以兵千人，船四十餘艘出澎湖馳援，周應龍逃回大陸。
攻破臺灣府城後，眾將擁立朱一貴為「中興王」，於今臺南大天后宮登基。朱一貴尊明朝為正朔，承襲明朝的制度，國號「大明」，年號永和，廢薙髮令，封諸將為官，佈告天下，又大封官吏千餘人。
朱、杜攻入府城後，臺灣中部亦有諸羅縣人賴池等人於5月1日舉事響應，並於5月4日攻破諸羅縣縣治（今嘉義市），參將羅萬倉戰死。舉事響應者有許多是鄭氏時期將校武官。至此，北至諸羅、南至下淡水溪（今高屏溪）均已為朱、杜集團所控制。

## 內部分裂
朱一貴和杜君英二部本為合作關係，而非從屬關係。杜君英豎旗起事較朱一貴更早，而在事變初期，杜君英的聲勢亦較大於朱一貴。杜君英起事之後，赤山之戰、鳳山城陷和府城之役，每戰皆捷。而朱一貴則先在岡山麓為周應龍所敗，而在赤山之戰和府城之役，朱一貴也要待和杜君英會攏後，方始出戰清軍。最後也是杜君英所部率先攻入臺灣府城。杜君英遂以其功勞最大，而欲立其子杜會三為王，其他起事伙伴則以朱一貴為朱姓，可以冒充明朝皇帝後裔來號召群眾，遂擁戴朱一貴為王，杜君英僅受朱一貴封為二十七名國公之一。杜君英心中不服，因而與朱一貴發生爭執。
朱一貴和杜君英二人的權力鬥爭爆發在強娶婦女事件上。杜君英和朱一貴爭權失利後，行事頗多驕縱。朱一貴入府後，榜示禁止淫掠，想要整飭軍紀。杜君英則故意擄来七名女子，其中一女是朱一貴集團的核心成員吳外的親戚。吳外、朱一貴請杜君英放人，為杜君英所拒。朱一貴於是密謀圍攻杜君英，兩方爆發激鬥。
朱一貴的部眾以閩籍漳、泉二府為主。而杜君英集團成員的組成則包括了閩籍漳、泉墾民和粵籍使用潮州話的潮州潮陽、揭陽、海陽一地墾民與客籍傭工。待至杜君英和其所屬的粵籍將領以權力分配不公而和朱一貴集團起爭執，且朱一貴集團又以整飭紀律為由密謀剿滅杜君英時，雙方遂發生對立。內鬨中，杜君英集團發生閩、粵分裂，原杜君英集團的閩籍將領選擇了地緣認同，倒戈投向同為閩籍的朱一貴。至此，整個起事集團遂分裂為使用泉漳片的閩籍墾民和使用潮汕片的粵籍墾民二股勢力，而形成閩、粵對立。其後，杜君英戰敗，並率殘部敗走貓兒干（今雲林縣崙背鄉），並於其後降於清軍。

## 地方自保
在朱一貴、杜君英相爭之際，下淡水溪即有十三大庄、六十四小莊，包含了閩籍汀州府和粵籍鎮平、平遠、程鄉三縣未附眾起事的客籍墾民，因懼遭戰火波及，遂集結以自保。共推李直三為大總理，並聯合鳳山八社的平埔族民，聚眾萬餘人，分七營（六堆），並在清除了下淡水溪東岸朱一貴的勢力後，沿下淡水溪東岸佈防。而朱一貴在擊敗杜君英部後，欲一舉清剿屏東平原未歸附之勢力，乃派兵南下。

6月12日，朱一貴部之陳福壽、王忠、劉育、劉國基、薛菊生、郭國楨率二萬餘人，陸續出現在下淡水溪西岸。二軍在經一個禮拜的沿河對峙之後，朱一貴部於6月18日早上發動攻擊，從西港口搶渡下淡水溪，先敗先鋒營和右營，焚劫新園，下午再敗五營聯軍於小赤山，欲取道萬丹，直取濫濫莊。6月19日，朱一貴部再度發動攻擊，惟客莊七營已於萬丹完成集結，朱一貴部遭夾攻後大敗潰逃。從渡河至兵敗，前後歷時僅二日。

## 清軍抵台
清吏於臺灣府城破後盡數退至澎湖。閩浙總督覺羅滿保聽聞事變，於是上奏朝廷。清朝政府震怒，派了1700清兵往台灣救援。覺羅滿保於5月12日進抵泉州府，隨後調集兵糧而於6月1日，偕同南澳總兵官藍廷珍，率水陸軍由廈門出海，於澎湖會同福建水師提督施世驃後，率領18000名士兵向臺灣進發。
兵進澎湖，有降將吳良前往施世驃營中詐降，被施世驃發覺。經審訊，吳良將朱一貴的詳細情形吐露乾淨，知朱一貴發生內亂。
清軍於6月16日抵鹿耳門，令先鋒林亮、董芳以六艘船直進，炮轟砲台，大勝之後渡鯤身。6月17日，蘇天威退守安平，與城守鄭定瑞迎拒藍廷珍，不敵，逢漲潮而直入安平港。6月18日，施世驃軍入安平港。朱一貴集團原僅為各山頭勢力的聯合，缺乏嚴密的組織，而且參與的部眾多有並非志願參與。而先前內鬨，導致杜君英率原集團主力部隊數萬餘人北走。復又對清軍大軍壓境毫無警覺，而分二萬餘眾南下，一心吞併下淡水溪，結果大敗於六堆。再加上清軍抵鹿耳門後，安平一地有郭步青率千餘人、顏平率八百餘人反朱一貴，導致朱一貴作戰連連失利。朱一貴躲入府城，不敢再出。朱一貴之後兩度派遣楊來、翁飛虎等人反攻安平。時有西港人，引導藍廷珍軍五千五百人兵發西港。
6月23日清軍攻下府城，朱一貴亦向北退走，先退大穆降（今臺南市新化區），再走灣裏溪、下茄苳（臺南市後壁區），最後於閏6月5日僅餘千餘人進入溝尾莊（今嘉義縣太保市）。漳州人王仁和密謀楊旭、楊雄，聯合六莊鄉丁設計擒朱一貴等解赴清軍。大明永和至此結束。清軍自抵鹿耳門至擊潰朱一貴，約僅半個月；自朱一貴稱王直到溝尾莊被擒，為時亦尚不到二個月，因此民間遂有歌謠傳唱：「頭戴明朝帽，身穿清朝衣；五月稱永和，六月還康熙」。此詩據說是內門鄉人流傳的打油詩，亦刻於高雄內門區朱一貴文化園區朱一貴雕像底座右側。清軍亦藉此事展開掃蕩，徹底拔除南明殘餘軍隊，直到世宗雍正元年（1723年）才恢復寧靜。

## 相關紀念
效忠里：清代行政區劃，前身為安平鎮。平定朱一貴事件後，清政府褒揚安平居民之義勇，遂於1722年（康熙61年）改稱効忠里並沿用至日治時期1920年。今臺南市安平區亦仍有効忠街。

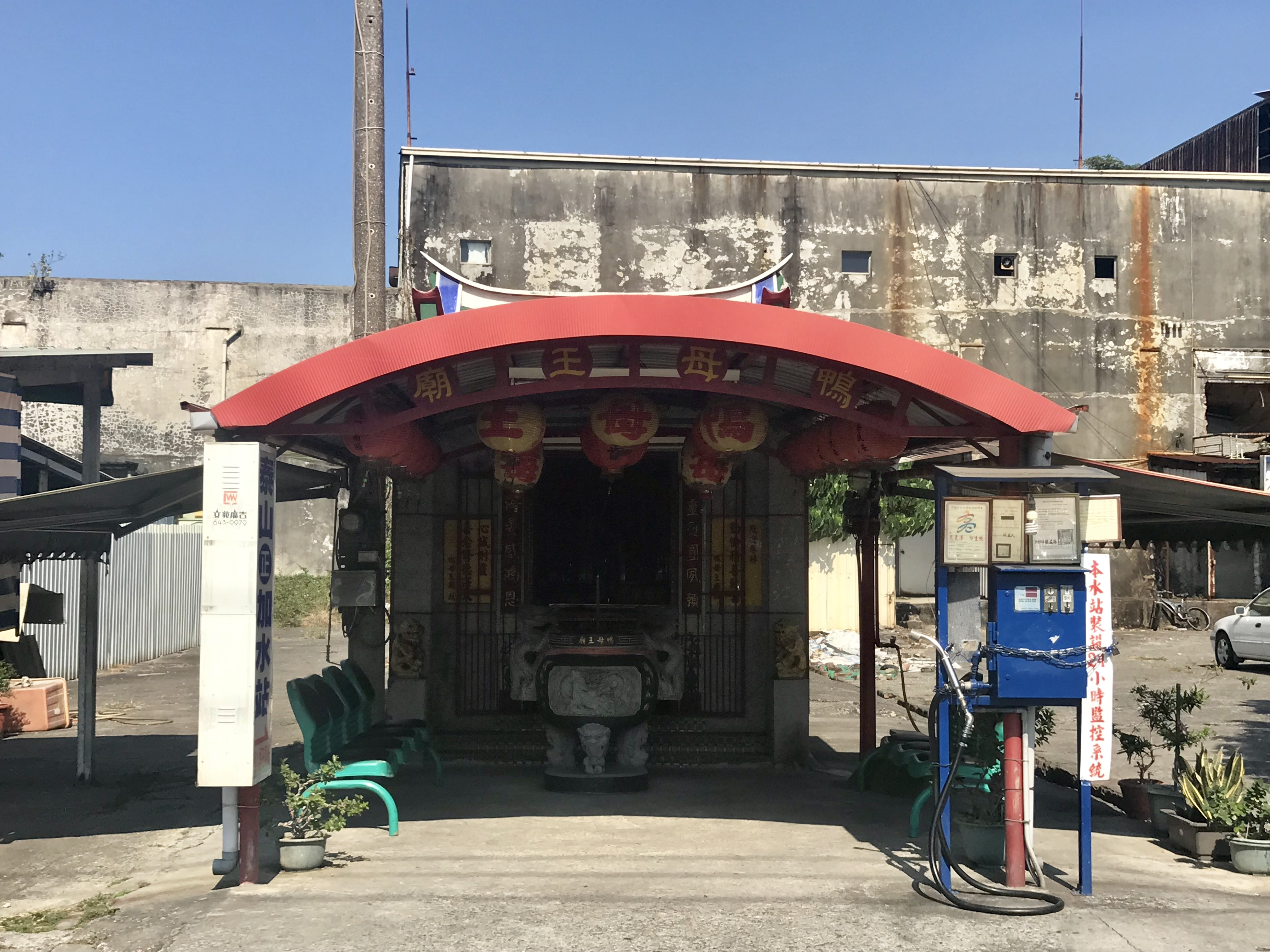
林園鴨母王廟

日治時期，民間傳言朱一貴死後被玉皇上帝封為「台南州城隍綏靖侯」，在台南市小南城隍廟被祀為主神。據說朱一貴養鴨於鴨母寮，於今高雄市內門區光興里內。鴨母寮興安宮供奉朱一貴神位，興安宮在廟前水池中增置朱一貴趕鴨子的塑像。
六堆忠義祠：原名「忠義亭」，康熙六十一年落成。祭祀朱一貴事件中為保衛鄉土而犧牲的六堆先民。雍正十年，雍正皇帝下旨重修忠義亭。日治初期，日本政府並未禁止忠義亭的祭祀，但其後隨即下令禁止居民祭拜。1958年忠義亭在地方人士的奔走下完成重建，並改名為「忠義祠」。
鳥松大將廟：位於高雄市鳥松區的「大將廟」，廟內祭祀朱一貴事件中，於赤山之戰陣亡的台灣鎮標左營千總陳元。而大將廟的所在位置，即為朱一貴、杜君英大戰台灣鎮標右營游擊周應龍之「赤山之戰」的古戰場。